# Geely Jiaji
Le Geely Jiaji est un modèle de monospace compact construit par le constructeur chinois Geely comme premier monospace de la société. Le concept nommé "VF11" a été présenté au salon de l'auto de Shanghai 2017. Le Jiaji fournit une conduite automatique de niveau L2, un pilote intelligent et un système RCW. Le Geely Jiaji a officiellement été mis en vente le 11 mars 2019.

## Aperçu

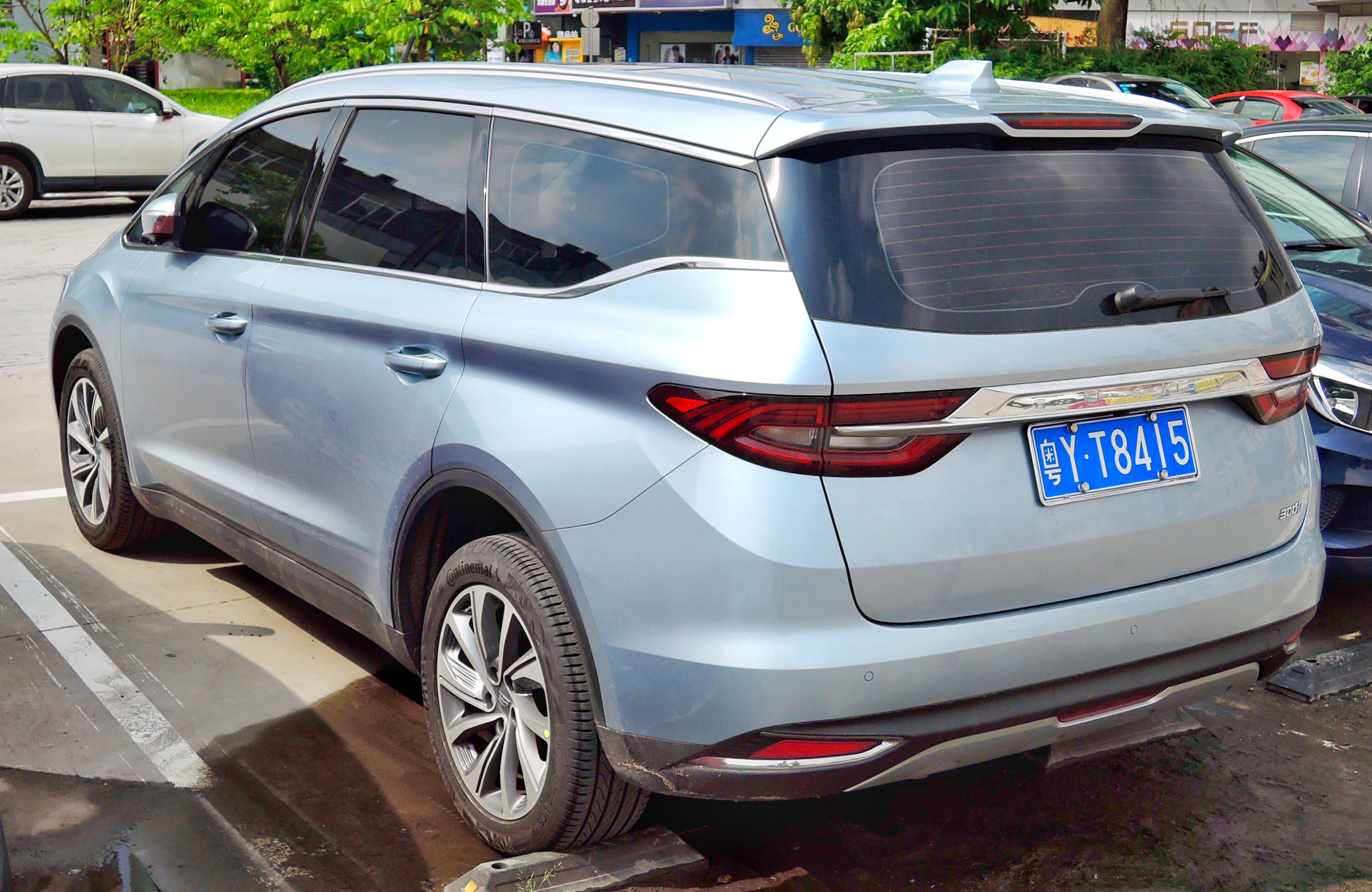
Geely Jiaji vue arrière

Le Geely Jiaji a été nommé VF11 en cours de son développement, c'est le premier monospace du constructeur chinois. Il est basé sur une plateforme CV développée par Geely. Lorsque le Jiaji a été officiellement mis en vente le 11 mars, il s'est avéré être un succès avec plus de 3 000 unités vendues au cours de son premier mois.
Le Geely Jiaji est disponible avec un moteur turbo de 1,5L soit avec 177 ch et 255 Nm, soit en hybride léger de 48 volts avec 190 ch et 300 Nm. Le moteur à essence est doté d'une boîte automatique à six vitesses Aisin, tandis que le modèle hybride léger possède une transmission à double embrayage à sept vitesses.

### Jiaji Platinum Edition (2021)

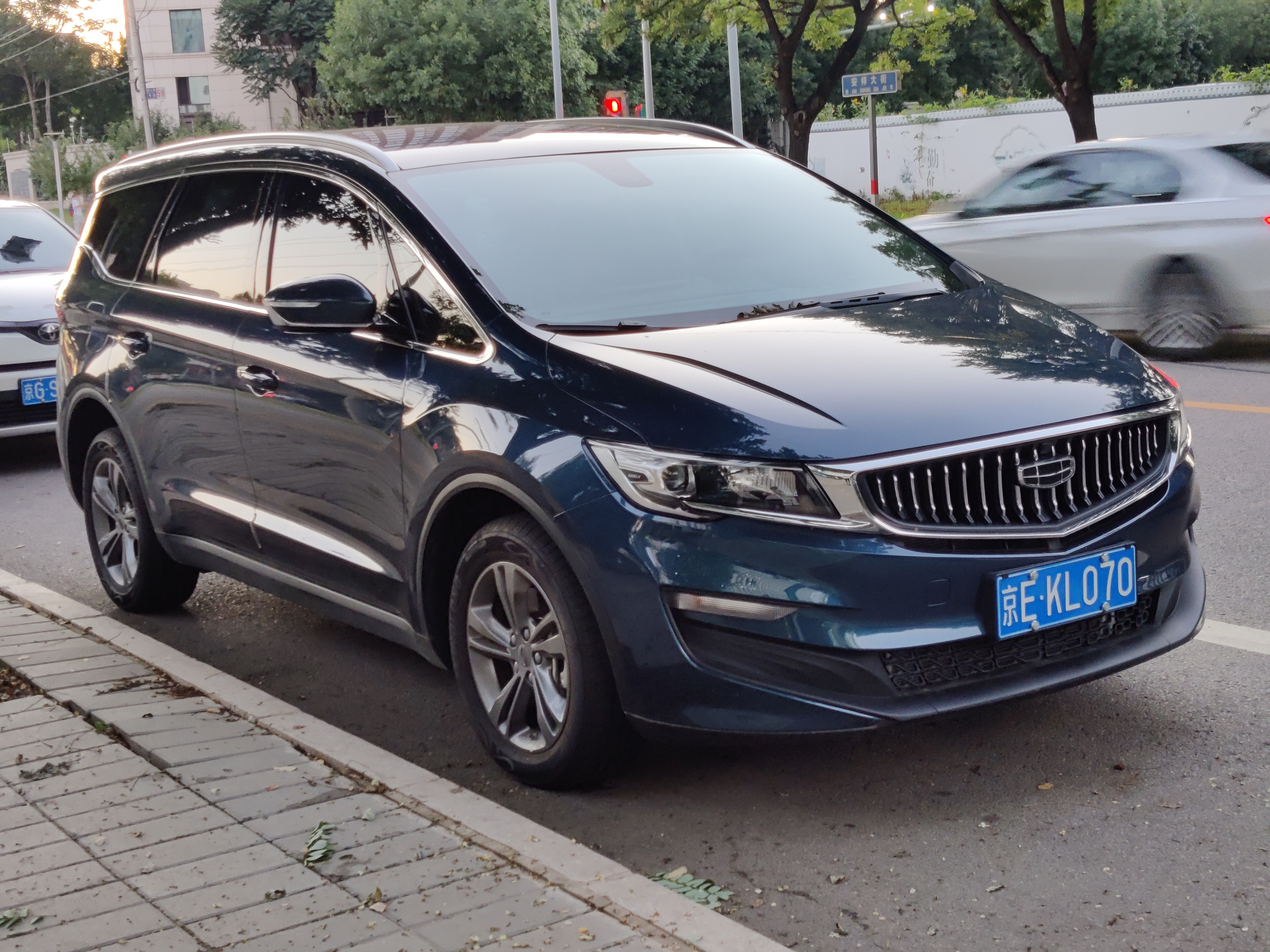
Geely Jiaji Platinum Edition lifting

Une variante de lifting appelée Jiaji Platinum Edition a été lancée en septembre 2021 avec des grilles redessinées afin de répondre à un public plus jeune. Le Jiaji Platinum Edition est propulsé par un moteur turbo de 1,8L produisant 183 ch (135 kW) et 300 N·m couplé à une transmission automatique à double embrayage (DCT) à 7 rapports.

### Jiaji L (2022-)

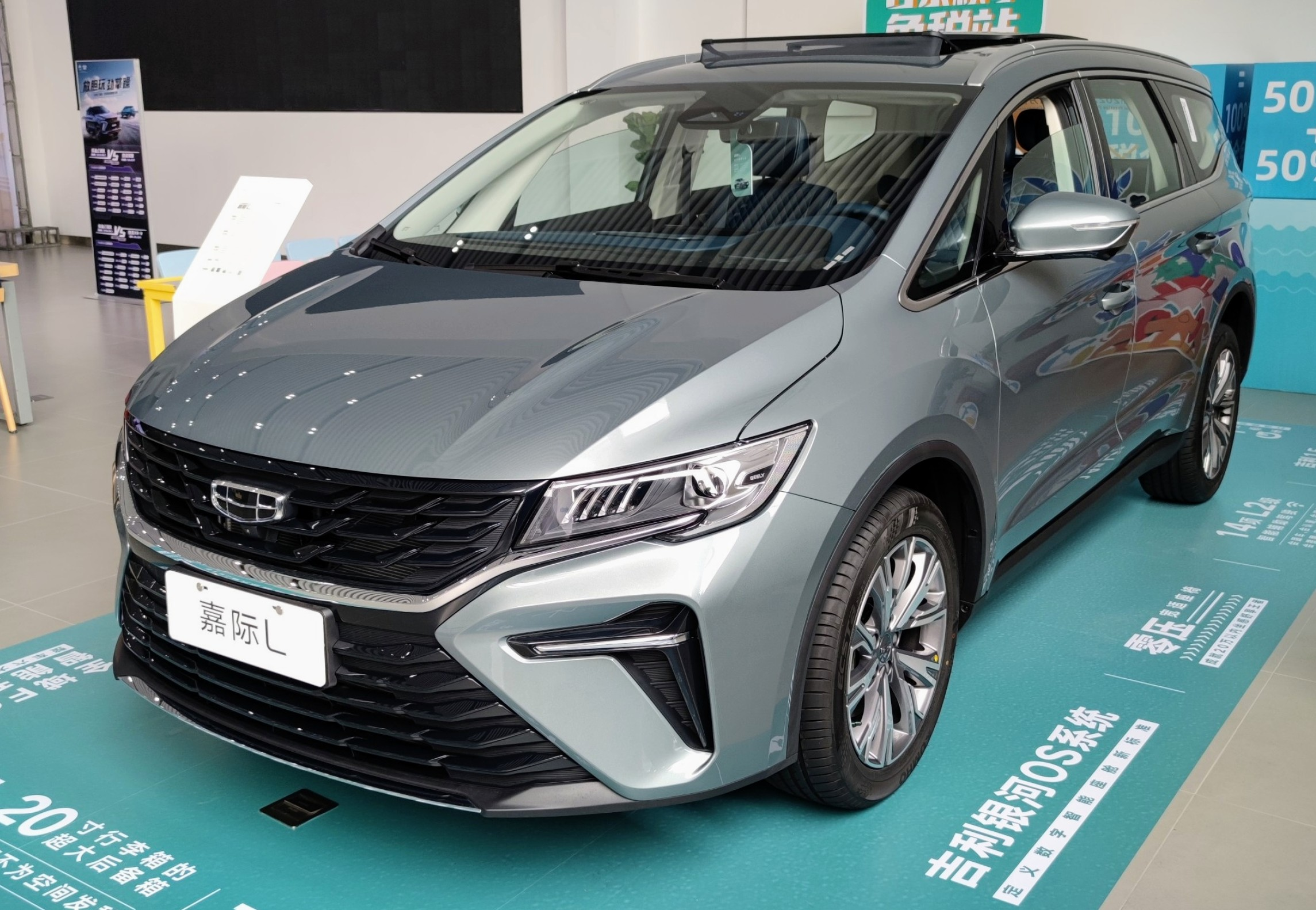
Geely Jiaji L

À partir de la fin de 2022, le Jiaji a fait l'objet d'une refonte majeure appelée Jiaji L. Le Jiaji L est plus long à 4 826 mm, soit 120 mm supplémentaires par rapport au Jiaji d'origine, et a une hauteur légèrement inférieure de 1 695 mm, 5 mm de plus tout en conservant la même largeur à 1 909 mm et un empattement de 2 805 mm. Pour l'intérieur, le Jiaji L a également reçu un système d'info divertissement Galaxy OS mis à jour alimenté par le système sur puce E02 de Geely tout en conservant un écran tactile de 12,3 pouces, avec le tableau de bord numérique mis à niveau de sept pouces à une unité de 10,25 pouces. La console centrale du Jiaji L présente une conception plus simple avec un compartiment de rangement couvert plus long avec un levier de vitesses refait, un frein de stationnement électronique et un sélecteur de mode de conduite disposés dans une seule unité située devant un accoudoir surélevé avec un espace de rangement supplémentaire sous une inclinaison - couvercle vers le haut. La disposition des sièges reste dans les configurations 2-2-2 et 2-3-2. Le Jiaji L est alimenté par un moteur de quatre cylindres turbocompressé de 1,5L qui développe 181 ch à 5 500 tr/min et 290 Nm de couple de 2 000 à 3 500 tr/min, associé à une transmission à double embrayage humide à 7 rapports avec traction avant sur toute la gamme. Geely revendique une consommation de carburant nominale WLTC de 6,9L/100 km et une vitesse de pointe de 190 km/h.

## Marché

### Malaisie
PROTON Holdings a obtenu les propriétés intellectuelles de la conception, du développement, de la fabrication, de la vente, de la commercialisation et de la distribution du Geely Jiaji aux côtés du Geely Boyue et du Geely Binyue.

## Ventes
| Année civile | Chine  |
| ------------ | ------ |
| 2019         | 32 961 |
| 2020         | 28 772 |
| 2021         | 12 178 |

## Maple 80V EV

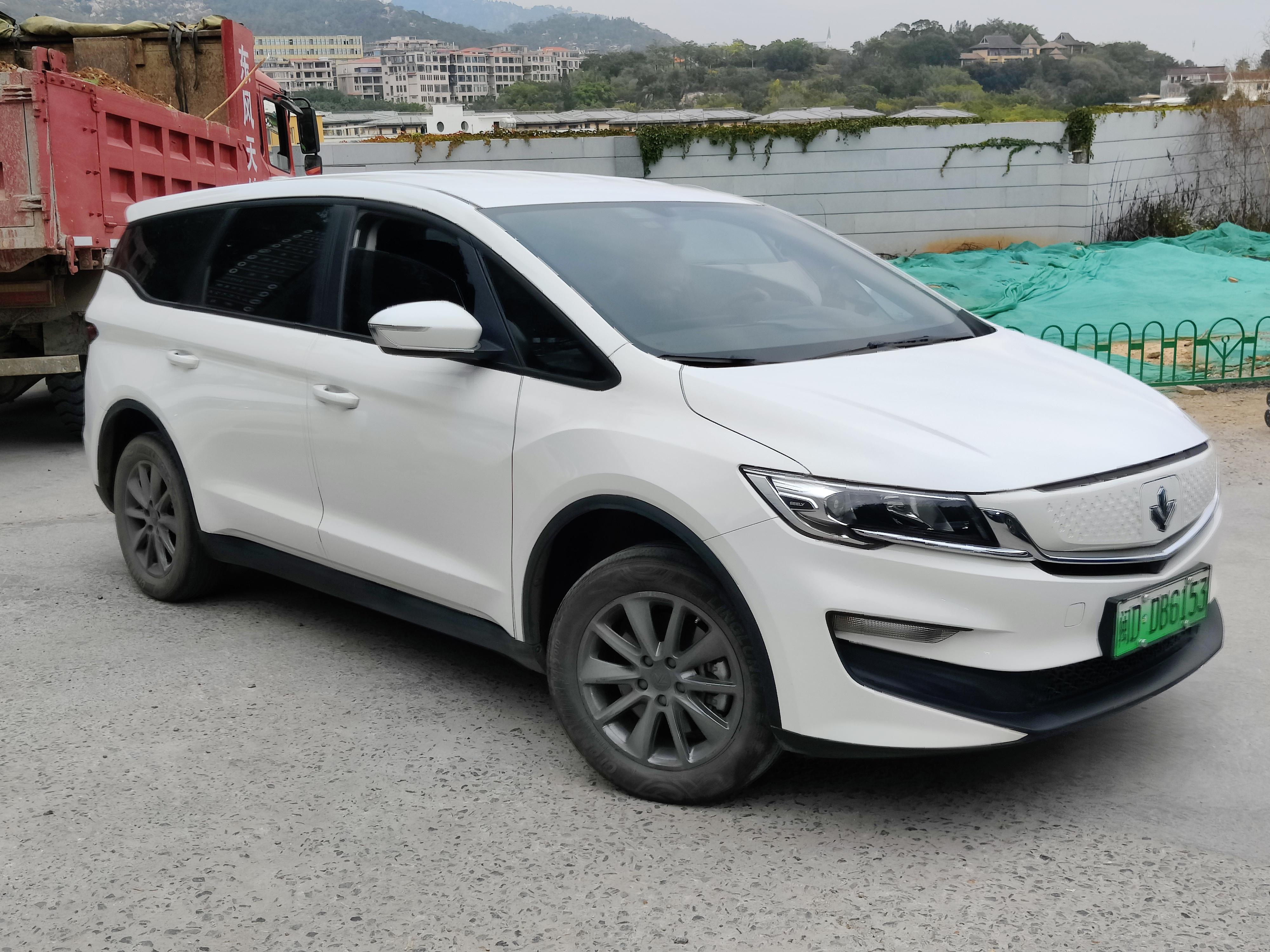
Maple 80V

Le Maple 80V EV vendu sous la marque Maple et plus tard Livan est basé sur le Geely Jiaji, la carrosserie extérieure étant essentiellement un monospace Geely rebadgé. Le Maple 80V est le deuxième modèle de Maple. Il s'agit du premier produit de Geely à disposer de batteries remplaçables et peut remplacer les batteries dans les stations d'échange de batteries. Au niveau de la puissance, le pack batterie au lithium ternaire du Maple 80V provient de chez Hefei Guoxuan High-Tech. Le moteur du 80V a une puissance nominale de 40 kW (54Ps) et une vitesse maximale de 130 km/h. Lors de l'exposition internationale de l'industrie intelligente de Chine 2020, Geely Technology Group a publié les stations d'échange de batteries. Geely a annoncé son intention d'achever 35 stations d'échange de batteries à Chongqing en 2020, et plus de 200 stations d'échange de batteries seront achevées à Chongqing d'ici 2023.